# Salzbergen
Salzbergen é um município da Alemanha localizado no distrito de Emsland, estado de Baixa Saxônia.